# Juan Góngora y Cruzat
Juan Góngora y Cruzat va ser un membre de la noblesa de Navarra, que va obtenir el maiorasgo en mans del rei Carles II, el qual ho va nomenar marquès de Góngora, maestre de Camp dels Terços de Navarra, cavaller de l'Orde de Sant Jaume i senyor del palau d'Oriz el 7 de març de 1695. Va ser hereu directe del llinatge de Juan Cruzat, també marquès, i home reunit a la cort a mitjan segle xiv. El senyoriu de Góngora, amb la grafia Cóngora, data de l'any 1098.
La seva residència està en un poble navarrès que rep el seu nom. L'estat actual de l'immoble, conegut popularment com a "Torre del Vell Góngora", està en ruïnes. L'Església Parroquial i el Palau del Vell Góngora són d'estil gòtic, propi del segle xv.